# 27 februari
27 februari är den 58:e dagen på året i den gregorianska kalendern. Det återstår 307 dagar av året (308 under skottår).

## Återkommande bemärkelsedagar

### Nationaldagar
- Dominikanska republikens nationaldag (till minne av självständigheten från Haiti 1844)
- Västsaharas nationaldag (till minne av självständigheten från Spanien 1976)

### Helgdagar
- Romerska riket: Equirria, hästtävlingar till guden Mars ära

## Namnsdagar

### I den svenska almanackan
- Nuvarande – Lage
- Föregående i bokstavsordning
  - Lage – Namnet infördes på dagens datum 1901 och har funnits där sedan dess.
  - Laila – Namnet infördes på dagens datum 1986, men flyttades 2001 till 5 juli.
  - Lave – Namnet infördes på dagens datum 1986, men utgick 1993.
  - Leander – Namnet fanns, till minne av biskopen Leander av Sevilla på 500-talet, på dagens datum före 1901, då det utgick.
- Föregående i kronologisk ordning
  - Före 1901 – Leander
  - 1901–1985 – Lage
  - 1986–1992 – Lage, Laila och Lave
  - 1993–2000 – Lage och Laila
  - Från 2001 – Lage
- Källor
  - Brylla, Eva (red.): Namnlängdsboken, Norstedts ordbok, Stockholm, 2000. ISBN 91-7227-204-X
  - af Klintberg, Bengt: Namnen i almanackan, Norstedts ordbok, Stockholm, 2001. ISBN 91-7227-292-9
- När skottdagen låg den 24 februari (fram till 1996) försköts de namn, som låg på 26 februari, till dagens datum och dagens namn till den 28 februari under skottår.

### Finlandssvenska almanackan
- Nuvarande från 2000[1] – Torsten
- I föregående revideringar[a][2]
  - 1929–1949 – Torsten (Skottår: Nestor)
  - 1950–1994 – Torsten (Skottår: Ingvar)
  - 1995–1999 – Torsten (Skottår: Ingvar, Ingvald)

## Händelser
- 380 – Den romerske kejsaren Theodosius I utfärdar, tillsammans med medkejsarna Gratianus och Valentinianus II, det så kallade ediktet i Thessaloniki, genom vilket de uppmanar alla romerska medborgare att konvertera till kristendomen, som därmed blir statsreligion i det romerska riket.
- 1477 – Den svenske ärkebiskopen Jakob Ulfsson får påvligt tillstånd att grunda ett universitet i Uppsala, vilket därmed blir Nordens första. Grundandet, som sker samma år, får även viss politisk betydelse, eftersom den danske kungen Kristian I är i färd med att grunda ett i Köpenhamn och man strävar efter att hinna före. Köpenhamns universitet grundas först två år senare.
- 1844 – Santo Domingo blir självständigt, drygt 20 år efter att styret övertogs från Frankrike av Haiti (som i sig blev självständigt från Spanien 1804).[3]
- 1900
  - Det brittiska socialdemokratiska partiet Labour Representation Committee (LRC) grundas vid en konferens i Memorial Hall på Farringdon Street i London. Sex år senare byter man namn till Labourpartiet och idag (2025) är det ett av de största partierna i Storbritannien, som kämpar om regeringsmakten med huvudmotståndarna Konservativa partiet.
  - Efter en kontrovers mellan ledningen och fotbollsspelarna i den tyska sportklubben MTV 1879 München väljer spelarna att bryta sig ur föreningen och grundar istället fotbollsklubben FC Bayern München.
- 1933 – Riksdagshuset i Berlin förstörs i en anlagd brand. Nazisterna, som har tagit makten i Tyskland en månad tidigare, anklagar kommunisterna för branden och den holländske kommunisten Marinus van der Lubbe grips och avrättas för branden, som också blir en förevändning för nazisterna att rensa ut kommunister. På senare tid har van der Lubbes skuld dock ifrågasatts och 2008 frikänns han postumt.
- 1976 – Sedan Marocko året före har invaderat den spanska kolonin Västsahara, ockuperas området nu officiellt av Marocko och Mauretanien. Samma dag upprättas en västsaharisk exilregering ledd av president Mohamed Abdelaziz. Senare samma år annekteras två tredjedelar av området av Marocko, som 1979 även övertar och annekterar Mauretaniens del.
- 1981 – Den svenska stålkoncernen SSAB lägger ner de fyra masugnarna på Domnarvets Jernverk i Borlänge i Dalarna.
- 2010 – Vid en jordbävning utanför Chiles södra kust, med magnituden 8,8 på richterskalan, omkommer 600 personer, varav 56 aldrig återfinns. Det blir världens kraftigaste jordskalv sedan jordbävningen i Indiska oceanen 2004 och det kraftigaste i Chile sedan 1960.

## Födda
- 272 – Konstantin den store, romersk kejsare 306–337
- 1689 – Maximilian Emanuel av Württemberg-Winnental, tysk prins, vän till den svenske kungen Karl XII
- 1705 – Peter Artedi, svensk biolog, känd som ”iktyologins fader”
- 1751 – Johan af Puke, svensk sjömilitär, generalamiral och statsråd
- 1767 – Jacques-Charles Dupont de l'Eure, fransk advokat och statsman, president i franska republikens provisoriska regering 24 februari–9 maj 1848
- 1779 – Thomas B. Robertson, amerikansk jurist och politiker, guvernör i Louisiana 1820–1824
- 1791 – Johan Gustaf Liljegren, svensk riksantikvarie, riksarkivarie och kansliråd
- 1793 – Elisabet Frösslind, svensk operasångare och skådespelare
- 1834 – Rudolf Gagge, svensk bankdirektör och tecknare
- 1836 – Russell A. Alger, amerikansk republikansk politiker och militär, guvernör i Michigan 1885–1887 och senator för samma delstat 1902–1907, USA:s krigsminister 1897–1899
- 1846 – Simon Bamberger, tysk-amerikansk politiker, guvernör i Utah 1917–1921
- 1861 – Carl, svensk prins, hertig av Västergötland
- 1862
  - Agnes Branting, svensk textilkonstnär och författare
  - Hamilton F. Kean, amerikansk republikansk politiker, senator för New Jersey 1929–1935
- 1867 – Wilhelm Peterson-Berger, svensk tonsättare och musikskriftställare
- 1868 – George Frederic Still, brittisk barnläkare
- 1881 – Sveinn Björnsson, isländsk politiker, Islands president 1944–1952
- 1886 – Hugo Black, amerikansk jurist och politiker, senator för Alabama 1927–1937
- 1887 – Olof Hillberg, svensk skådespelare
- 1888
  - Roberto Assagioli, italiensk psykiater
  - Lotte Lehmann, tysk sopransångare
- 1893 – Ruth Fröberg, svensk musiker och pianist
- 1894
  - Friedrich Wilhelm Krüger, tysk SS-officer
  - Carl-Gunnar Wingård, svensk skådespelare och sångare
- 1897 – Marian Anderson, amerikansk sångare
- 1898 – David Hall, svensk socialdemokratisk politiker, finansminister 1949
- 1902
  - Gene Sarazen, amerikansk golfspelare
  - John Steinbeck, amerikansk författare, mottagare av Nobelpriset i litteratur 1962
- 1903 – Grethe Weiser, tysk skådespelare
- 1904 – James T. Farrell, amerikansk författare
- 1905 – Charley Eugene Johns, amerikansk politiker, guvernör i Florida 1953–1955
- 1907 – Mildred Bailey, amerikansk sångare
- 1910 – Joan Bennett, amerikansk skådespelare
- 1913
  - Paul Ricœur, fransk filosof
  - Irwin Shaw, amerikansk författare
- 1914 – Olov Wigren, svensk skådespelare
- 1917
  - John Connally, amerikansk politiker, USA:s marinminister 1961, guvernör i Texas 1963–1969 och USA:s finansminister 1971–1972
  - Börge Krüger, svensk-dansk dansare och skådespelare
- 1921 – Willy Kyrklund, finländsk-svensk författare
- 1926 – David H. Hubel, kanadensisk neurofysiolog, mottagare av Nobelpriset i fysiologi eller medicin 1981
- 1928 – Alfred Hrdlicka, österrikisk skulptör och grafisk konstnär
- 1930
  - Martin Lönnebo, svensk kyrkoman och författare, biskop i Linköpings stift 1980–1995
  - Joanne Woodward, amerikansk skådespelare
- 1932
  - Elizabeth Taylor, amerikansk skådespelare
  - Åke Wihlney, svensk tv-profil
- 1933 – Malcolm Wallop, amerikansk republikansk politiker, senator för Wyoming 1977–1995
- 1934 – Ralph Nader, amerikansk advokat och politiker
- 1935 – Mirella Freni, italiensk operasångerska
- 1939
  - Antoinette Sibley, brittisk ballerina
  - Peter Revson, amerikansk racerförare
- 1941
  - Charlotte Stewart, amerikansk skådespelare
  - Paddy Ashdown, brittisk politiker
- 1942 – Robert H. Grubbs, amerikansk kemist, mottagare av Nobelpriset i kemi 2005
- 1945 – Brasse Brännström, svensk skådespelare
- 1947 – Deniz Gezmiş, turkisk revolutionär och kommunistledare
- 1955 – Peter Christopherson, brittisk musiker och musikvideoregissör
- 1957
  - Timothy Spall, brittisk skådespelare
  - Adrian Smith, brittisk gitarrist, medlem i gruppen Iron Maiden
- 1958 – Nancy Spungen, amerikansk groupie, flickvän till Sid Vicious
- 1960 – István Udvardi, ungersk vattenpolospelare
- 1962 – Adam Baldwin, amerikansk skådespelare
- 1963 – Pär Nuder, svensk socialdemokratisk politiker, Sveriges finansminister 2004–2006
- 1967 – Patrik Ehn, svensk sverigedemokratisk politiker
- 1970 – Lina Nyberg, svensk jazzsångare
- 1971 – Minna Treutiger, svensk skådespelare
- 1973 – Peter Andre, brittisk popsångare
- 1978 – Emelie Öhrstig, svensk längdskidåkare och cyklist
- 1980 – Chelsea Clinton, amerikansk tv-journalist, dotter till Bill och Hillary Clinton
- 1981 – Josh Groban, amerikansk artist
- 1983 – Kate Mara, amerikansk skådespelare
- 1984 – Lotta Schelin, svensk fotbollsspelare, OS-silver 2016
- 1997 – Kristina "Keyyo" Petrushina, svensk komiker och programledare

## Avlidna
- 1823 – Johan Michael Fant, 77, svensk domprost i Västerås och riksdagsman
- 1854 – Hughes Felicité Robert de Lamennais, 71, fransk präst, teolog och filosof
- 1862 – Gabriele Possenti, 24, italiensk passionistbroder och helgon
- 1877 – Joseph Johnson, 91, amerikansk politiker, guvernör i Virginia 1852–1855
- 1887 – Aleksandr Borodin, 53, rysk kompositör
- 1892 – Louis Vuitton, 70, fransk väsktillverkare
- 1905 – George S. Boutwell, 86, amerikansk politiker, USA:s finansminister 1869–1873
- 1918 – Vasilij Safonov, 66, rysk dirigent och pianist
- 1919 – George F. Edmunds, 91, amerikansk republikansk politiker, senator för Vermont 1866–1891
- 1920
  - William Sherman Jennings, 56, amerikansk demokratisk politiker, guvernör i Florida 1901–1905
  - Alexandru Dimitrie Xenopol, 72, rumänsk historiker
- 1936
  - Joshua W. Alexander, 84, amerikansk demokratisk politiker, USA:s handelsminister 1919–1921
  - Ivan Pavlov, 86, rysk fysiolog och psykolog, mottagare av Nobelpriset i fysiologi eller medicin 1904
- 1939 – Nadezjda Krupskaja, 70, rysk politiker, hustru till Vladimir Lenin
- 1940 – Peter Behrens, 71, tysk arkitekt
- 1950 – Isaac Lang, 58, tysk-fransk judisk författare med pseudonymen Yvan Goll
- 1953 – Gustaf Hellström, 70, svensk författare och journalist, ledamot av Svenska Akademien sedan 1942
- 1956 – Ganesh V. Mavalankar, 67, indisk politiker, talman i Lok Sabha-kammaren i det indiska parlamentet sedan 1952
- 1958 – Josef Norman, 73, svensk operettsångare och skådespelare
- 1960 – Adriano Olivetti, 58, italiensk ingenjör, skrivmaskinstillverkare
- 1965 – Lilly Hafgren-Waag-Dinkela, 80, svensk operasångerska
- 1966 – Alfred P. Sloan, 90, amerikansk affärsman, ordförande för General Motors 1923–1937
- 1973 – Helge Lindberg, 74, svensk kompositör och kapellmästare
- 1977 – John Dickson Carr, 70, amerikansk deckarförfattare
- 1979 – John Norrman, 83, svensk kompositör
- 1986 – Jacques Plante, 56, kanadensisk ishockeyspelare
- 1989 – Konrad Lorenz, 85, österrikisk zoolog och etolog, mottagare av Nobelpriset i fysiologi eller medicin 1973
- 1990 – Arthur Österwall, 79, svensk orkesterledare, kompositör, vokalist och musiker på kontrabas
- 1993 – Lillian Gish, 99, amerikansk skådespelare
- 1997 – William Gear, 81, brittisk målare
- 1998 – George H. Hitchings, 92, amerikansk biokemist, mottagare av Nobelpriset i fysiologi eller medicin 1988
- 2000 – Birgit Wåhlander, 80, svensk skådespelare
- 2002 – Spike Milligan, 83, amerikansk komiker
- 2008
  - William F. Buckley, Jr., 82, amerikansk debattör, författare och kolumnist, grundare av National Review
  - Boyd Coddington, 63, amerikansk hot-rod-byggare
  - Ivan Rebroff, 76, tysk operasångare
- 2011
  - Necmettin Erbakan, 84, turkisk politiker, Turkiets premiärminister 1996–1997
  - Amparo Muñoz, 56, spansk skådespelare, Miss Universum 1974
  - Gary Winick, 49, amerikansk filmregissör
- 2012 – Anders Kulläng, 68, svensk rallyförare
- 2013
  - Imants Ziedonis, 79, lettisk poet
  - Stéphane Hessel, 95, fransk diplomat, politiker och författare
  - Ramon Dekkers, 43, nederländsk kickboxare
  - Van Cliburn, 78, amerikansk pianist
- 2014 – Huber Matos, 95, kubansk revolutionär och dissident
- 2015
  - Boris Nemtsov, 55, rysk politiker, vice premiärminister 1997–1998 (mördad)
  - Leonard Nimoy, 83, amerikansk skådespelare
- 2023 – Juha Valjakkala, 57, finländsk mördare (Åmselemorden)
- 2025 – Boris Spasskij, 88, sovjetisk schackspelare